# Biblioteca capitolare di Benevento
La biblioteca capitolare di Benevento è la biblioteca dell'arcidiocesi di Benevento, la cui esistenza è attestata già a partire dall'XI secolo. Il suo contenuto è stato definito "un vero panorama della liturgia gregoriano-beneventana". È diretta da Mons. Mario Santo Iadanza, direttore dell'ufficio per la cultura e beni culturali della diocesi di Benevento.

## Raccolte
Tra i documenti più antichi vi si conservano pergamene longobarde del ducato di Benevento, tra le quali la più antica, una sentenza di Radelchi, rimonta all'anno 898. Questi documenti sono pregevoli sia sotto il riguardo storico sia paleografico, essendo scritte in scrittura beneventana.
Oltre ai documenti antichi delle rendite capitolari, la biblioteca custodisce inoltre i codici ed i brevi dal IX al XII secolo, gli statuti della città, scritti su pergamena nel 1230 e riproducenti quelli del 1202, il Necrologio di Santo Spirito, dove vennero annotati dal 1198 i defunti della badia di Santo Spirito, alcune miniature dal XIII al XV secolo, il rotolo del sinodo diocesano dell'arcivescovo Giovanni Della Casa, scritto in italiano, nella prima metà del XVI secolo.
La raccolta della biblioteca fu ordinata nel 1686 dall'arcivescovo Orsini, divenuto poi papa Benedetto XIII.

## Seconda guerra mondiale
I bombardamenti che colpirono Benevento durante la seconda guerra mondiale arrecarono danni non gravissimi alla biblioteca, pur se di un certo rilievo; secondo relazioni della locale prefettura, si ebbero dispersione e manomissione di alcuni manoscritti, nonché danni alla raccolta sfragistica, a quadri, stampe antiche e fotografie. Alcuni materiali salvati dal disastro furono messi a maggior riparo nella biblioteca dell'Arcidiocesi, presso il seminario.

## Codici liturgici
Tra i più importanti codici liturgici custoditi nella biblioteca capitolare beneventana, sono:
- il "Messale plenario", in folio del X secolo, in scrittura beneventana non calligrafica, con notazione senza righe, in numeri longobardi. Interessanti e con caratteristiche proprie spesso singolari sono cinque graduali ed un frammento di un altro in quarto.
- il "Messale, grande" e il "Piccolo messale", entrambi del XII o XIII secolo;
- l'"Evangelario" del XII secolo;
- l'"Epistolario" del XIII secolo;
- il cosiddetto Totum beneventano, due volumi di grande formato che contengono insieme le messe e gli uffici e che servivano come liber typicus, ovvero codex magistralis o correctorium, al quale dovevano essere conformi gli altri libri, graduali, antifonari, messali ecc., scritti per l'uso quotidiano.

Tra i codici scritti solo per l'ufficio canonico si conservano il "Breviario monastico", notato dell'XI o XII secolo, e l'"Antifonario monastico", del XIII secolo.
Un piccolo volume molto spesso contiene un "Innario", notato, dell'XI o XII secolo.

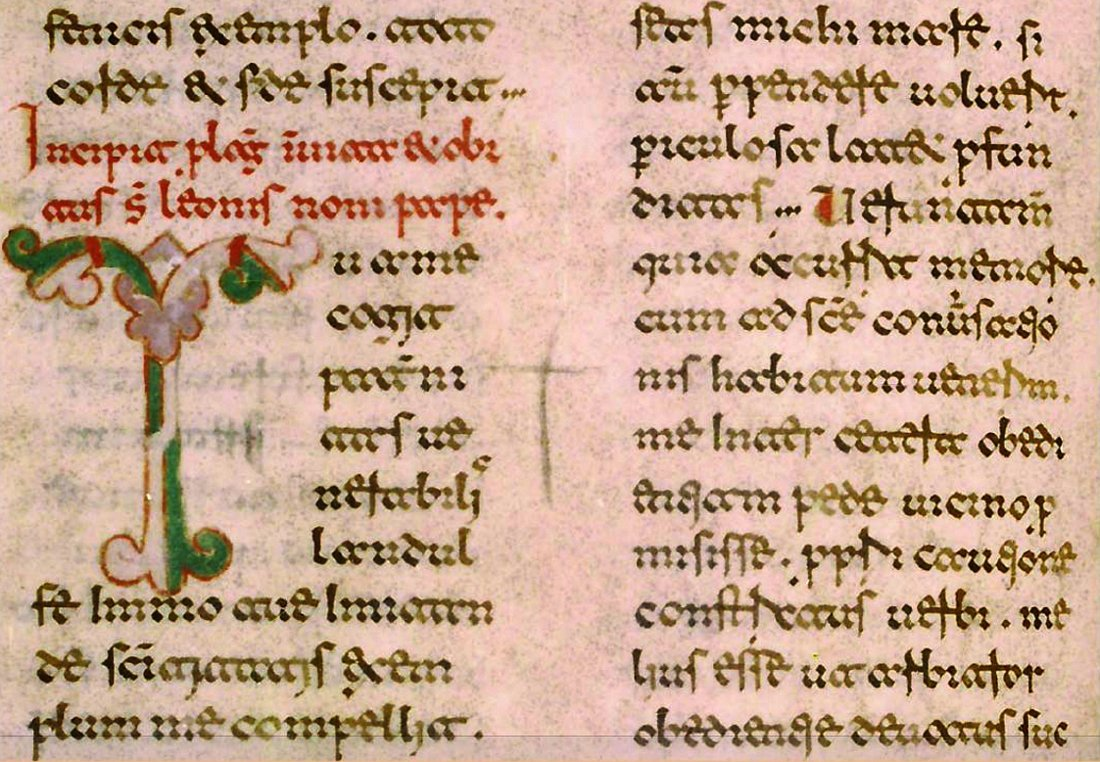
Il foglio 52v del Codice 4, del XII secolo, incipit della vita di papa Leone IX

Vi sono ancora due libri liturgici, senza note (un "Breviario" della fine del XII secolo e un "Breviario monastico", sempre del XII secolo) e tre codici con note di canto, cioè una "Raccolta", contenente l'ufficio del Corpus Domini, col testo romano, ma con canto speciale di notazione beneventana, un "Salterio-Lunario", in quarto, del XIII o XIV secolo, che è in lettera gotica ordinaria con notazione quadrata e un'altra "Raccolta", piccolo in quarto, del XII secolo, che contiene alcuni responsori ed altro.
Nella biblioteca sono anche custoditi diciassette grandi volumi in folio (dal X al XII secolo) di Lezionarii, cioè i codici, che anteriormente alla redazione dei breviari, venivano usati nel coro per la lettura della scrittura, delle vite dei santi, ecc., legati alla categoria dei testi liturgici.

## Opere d'arte
Nella sala della biblioteca, viene conservata anche la cattedra vescovile di ferro, detta comunemente "la sedia di san Barbato", datata tra il VI e l'VIII secolo.
Vi si conservano inoltre numerosi dipinti, tra cui una Deposizione di Pietro Cavallini e un'Assunta di Francesco Solimena.